# Stegana nigrithorax
Stegana nigrithorax är en tvåvingeart som beskrevs av Gabriel Strobl 1898.

## Taxonomi
Stegana nigrithorax ingår i släktet Stegana och familjen daggflugor.

## Utbredning
Arten finns i Österrike, Schweiz, Ungern, Polen, Sverige, Finland och Japan.